# 조호 코퍼레이션
조호 코퍼레이션(Zoho Corporation)은 컴퓨터 소프트웨어 및 웹 기반 비즈니스 도구를 만드는 인도의 다국적 테크놀로지 기업이다. 이 회사는 온라인 오피스 제품군으로 가장 잘 알려져 있다. 이 회사는 1996년에 스리다르 벰부와 토니 토마스가 인도 타밀나두주 첸나이에 본사를 두고 설립했으며, 미국 오스틴에 글로벌 본사를 포함하여 7개 지역에 지사를 두고 있다. 라다 벰부는 스리다르 벰부의 여동생으로 회사 지분의 대부분을 소유하고 있다.

## 역사
1996년부터 2009년까지 이 회사는 미국 뉴저지에서 설립된 AdventNet, Inc.로 알려져 있었으며, 처음에는 네트워크 관리 소프트웨어를 제공했다. 2009년 5월 27일, 회사 이름을 조호 코퍼레이션으로 변경했다.
AdventNet은 2001년 일본으로 사업을 확장하고 중소기업 (SMB)으로 초점을 옮겼다.
조호 CRM은 2005년에 회사의 첫 오피스 제품인 Zoho Writer와 함께 출시되었다. Zoho Projects, Creator, Sheet 및 Show는 2006년에 출시되었다. 조호는 2007년에 Zoho Docs 및 Zoho Meeting 출시와 함께 협업 소프트웨어 분야로 확장했다. 2008년에는 청구 및 메일 응용 프로그램을 추가하여 그해 8월까지 백만 명의 사용자를 확보했다.
2009년, 회사는 온라인 오피스 제품군의 이름을 따서 조호 코퍼레이션으로 변경되었다. 이 회사는 여전히 비공개 회사이다.
2017년 조호는 40개 이상의 애플리케이션으로 구성된 종합 제품군인 Zoho One을 출시했다. 2021년 10월 현재 Zoho One은 50개 애플리케이션으로 확장되었다. 이듬해인 2022년 11월, 조호는 160개 이상의 국가에서 50,000개 이상의 조직과 협력했다.
조호는 2020년 1월에 5천만 명 이상의 고객을 확보했다. 2022년 7월, 회사는 8천만 명 이상의 사용자를 보유하고 있다고 발표했다.
Zoholics India는 회사의 연례 사용자 회의 이름이다.
다른 제품으로는 회계 애플리케이션인 Zoho Books, 기업 협업 플랫폼인 Zoho Workplace, 고객 경험 관리 도구인 Zoho Survey, HR 관리 플랫폼인 Zoho People 등이 있다.
2023년 3월, 조호는 기업의 거래를 쉽게 돕는 금융 기술 회사인 페이오니아와 협력했다. 4월에는 이메일, 메시지, 오디오/비디오 통화 등을 통해 사용자가 다른 채널에서 소통할 수 있도록 돕는 Trident라는 새로운 협업 플랫폼도 발표했다.
2023년 11월, 조호는 스타트업 지원을 위해 StartupSouth와 파트너십을 맺었다고 발표했다.

## 위치
조호는 인도 첸나이에 본사를 두고 있다. 2021년 현재 전 세계 9개국에 12개의 사무실을 운영하고 있다. 이 회사는 중국에서 사업을 운영하며 싱가포르와 일본에도 사무실을 두고 있다. 대부분의 지원 작업은 첸나이 사무실에서 이루어진다. 조호는 안드라프라데시주 레니군타에도 사무실을 두고 있으며, 2018년부터 이 사무실에서 운영하고 있다.
미국 본사는 캘리포니아주 플레젠턴에 있었다. 2019년 델밸리, 텍사스로 이전할 때까지는 그곳에 있었다. 2019년 4월, 조호는 새로운 본사를 위해 오스틴 외곽의 땅을 매입했다. 대신 2020년 2월, 코로나19 팬데믹 동안 직원들을 위한 식량 공급원 및 휴식과 레크리에이션 공간으로 유기농 농장을 건설했다. 그곳에서 직원들은 기존 건물에서 일한다. 남은 음식은 센트럴 텍사스 푸드 뱅크 및 기타 조직과 공유한다.
연구개발 캠퍼스는 첸나이 에스탄시아 IT 파크에 있다. 조호는 2011년 텐카시에 사무실을 열었으며, 그곳에서 Zoho Desk 제품이 개발 및 출시되었다.
코로나19 발생 후 조호는 마두라이와 테니를 포함한 타밀나두 남부의 농촌 지역에 지사를 열 계획이다. 2022년 2월, 조호는 미국 뉴브라운펠스, 텍사스에 사무실을 열었다. 그 해 7월에는 그곳에 30명의 직원이 있었다.
2022년 4월, 조호는 텍사스주 세 번째 지점인 리오 그란데 밸리의 매캘런, 텍사스에 사무실을 열었다. 2022년 7월, 회사는 아프리카 세 번째 사무실인 나이지리아 라고스에 사무실을 열 계획이라고 발표했다.
2023년, 조호는 데이터 센터 하드웨어 개발을 위해 인도 나그푸르에 Zoho Labs R&D 부서를 개설했다.

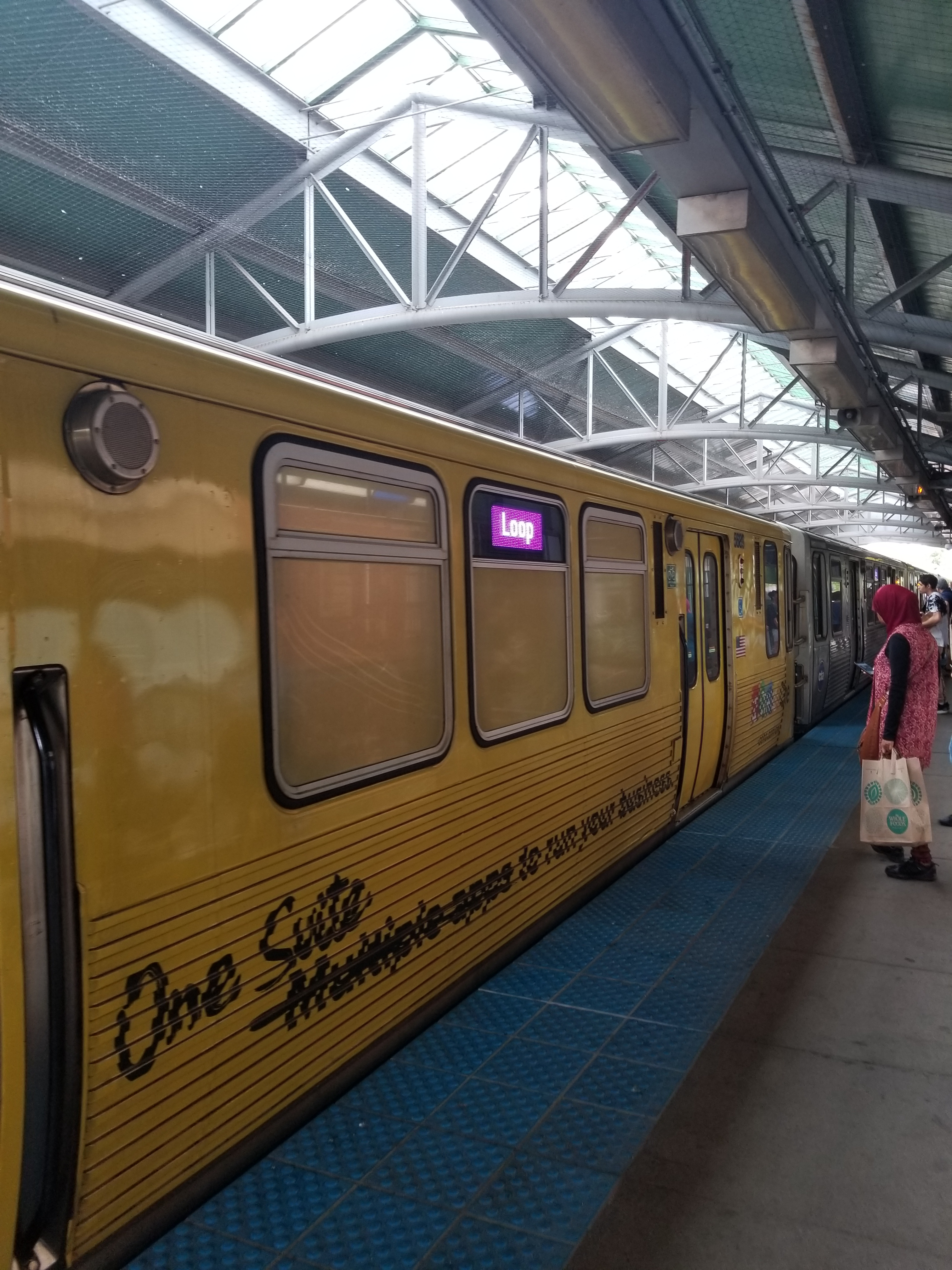
CTA 5000-시리즈 열차(퍼플 라인 루프행)에 부착된 조호 원 랩핑

## 같이 보기
- 아라타이 (조호 코퍼레이션의 인스턴트 메시징 앱)조호

## 더 읽어보기
- Stross, Randall (2009년 4월 4일). “Web-Based Competition for Microsoft Word”. 《뉴욕 타임스》. 2016년 11월 7일에 확인함.
- “Zoho CRM Upgrade Targets Salesforce”. 《InformationWeek》. 2016년 10월 30일. 2016년 11월 7일에 확인함.
- “Zoho scores big with India-made software, but shuns IPO and venture capital”. 《힌두스탄 타임스》. 2014년 11월 14일. 2016년 11월 7일에 확인함.